# Johann Jakob Scherer
Johann Jakob Scherer (Schönenberg, 10 novembre 1825 – Winterthur, 23 dicembre 1878) è stato un ufficiale e imprenditore svizzero.

## Biografia
Fu un politico liberale, ufficiale e imprenditore. Nel 1866 venne eletto nel governo cantonale zurighese, nel 1869 fu eletto alla camera bassa federale e dopo le dimissioni a sorpresa di Jakob Dubs il 12 luglio del 1872 venne eletto Consigliere federale.
Nel suo primo anno di carica diresse di Dipartimento federale delle finanze l'anno successivo il Dipartimento delle finanze e delle dogane, nel 1873 e 1874 il Dipartimento delle ferrovie e del commercio, nel 1875 quello degli interni e dal 1876 fino alla morte quello della difesa.
Morì per una appendicite acuta all'età di 53 anni.